# Cocco (famiglia)
La famiglia Cocco (anticamente Cauco, Cocho o Coco) è stata una famiglia patrizia italiana di Venezia, annoverata tra le cosiddette Case Nuove.

## Storia
Secondo la tradizione, i Cocco si trasferirono a Venezia da Mantova o più probabilmente da Durazzo in Albania.
Nei primi secoli di storia della città lagunare i Cocco le diedero antichi tribuni. Membri dell'antico Consilium cittadino, furono tra le famiglie incluse nella serrata del Maggior Consiglio del 1297. Alcuni membri ricoprirono importanti cariche ecclesiastiche nello Stato da Mar, come Giacomo Cocco e suo nipote Antonio che furono arcivescovi di Corfù nel periodo tra il 1528 e il 1577, con lo stesso Giacomo che nel 1565 fondò a Padova il Collegio Cocco.
Dopo la caduta della Repubblica di Venezia, il governo dell'Impero austriaco riconobbe ai Cocco la patente di nobiltà con Sovrane Risoluzioni datate 11 novembre 1817.

## Stemma
Lo stemma della famiglia Cocco era bandato d'azzurro e d'argento al capo d'oro. Tuttavia lo scudo originario era differente poiché costituito da un volto d'oro in campo azzurro con la presenza di un uccello della sottofamiglia dei cucal che frequenta la laguna di Venezia.

## Membri principali
- Antonio Cocco (XIII secolo), generale di galee ai tempi del doge Pietro Ziani[7];
- Francesco Cocco, generale del Regno di Candia[7];
- Francesco Cocco, comandante della flotta sul Po nella guerra contro i duchi di Milano[7];
- Marino Cocco (XIV secolo), bailo di Cipro e savio del Consiglio[8];
- Nicolò Cocco (XIV secolo), ricco commerciante borghese[8];
- Pietro Cocco († 1406), patriarca di Grado[9];
- Giacomo Cocco (1412-1453), comandante di marina al servizio della Repubblica di Venezia[10];
- Giacomo Cocco (1490 circa-1565), arcivescovo di Corfù dal 1528 al 1565[11];
- Antonio Cocco (XVI secolo), arcivescovo di Corfù dal 1565 al 1577[12].

## Dimore
- Palazzo Cocco Molin del sestiere San Marco di Venezia[13].